# Луговской, Алексей Иванович
Алексе́й Ива́нович Луговско́й (1932—2005) — металлург, сталевар мартеновского цеха Коммунарского металлургического завода. Депутат Верховного Совета УССР 6—10 созывов.

## Биография
Родился 15 апреля 1932 года в селе Ольговка Кореневского района (ныне — Курской области) в семье крестьянина.
Отец умер рано, и вся тяжесть воспитания пятерых детей легла на плечи матери. После окончания ремесленного училища трудовую деятельность начал в 1951 году подручным сталевара московского металлургического завода «Серп и молот».
В 1952 году Алексей приехал в Коммунарск и уже 9 февраля стал на вахту у печей мартеновского цеха завода имени Ворошилова, который на пятьдесят лет стал его вторым домом.
С 1955 по 1957 годы А. И. Луговской служил в рядах Советской Армии. После увольнения в запас возвратился на Коммунарский металлургический завод, где работал сталеваром мартеновского цеха. Прошел трудовой путь подручного сталевара, сталевара, мастера печей, старшего мастера газопечного хозяйства.
Без отрыва от производства окончил вечернюю школу рабочей молодежи, а затем и горно-металлургический институт.
А. И. Луговской в совершенстве овладел профессией, был новатором производства и наставником молодежи. Ему была оказана высокая честь — вместе с лучшими сталеварами страны он принимал участие в выплавке 100-миллионной тонны стали.
Пять созывов подряд Алексей Иванович избирался депутатом Верховного Совета УССР (1963—1985), в один из созывов был членом Президиума Верховного Совета Украинской ССР (1975—1980).
Умер Алексей Иванович Луговской 13 января 2005 года в городе Алчевске Луганской области.

## Награды
- За выдающиеся производственные успехи в 1966 году А. И. Луговскому присвоено звание Героя Социалистического Труда.
- За высокие достижения в труде был награждён орденами Ленина, «Знак Почета» и медалями.
- Почетный гражданин Алчевска.